# Frataxina

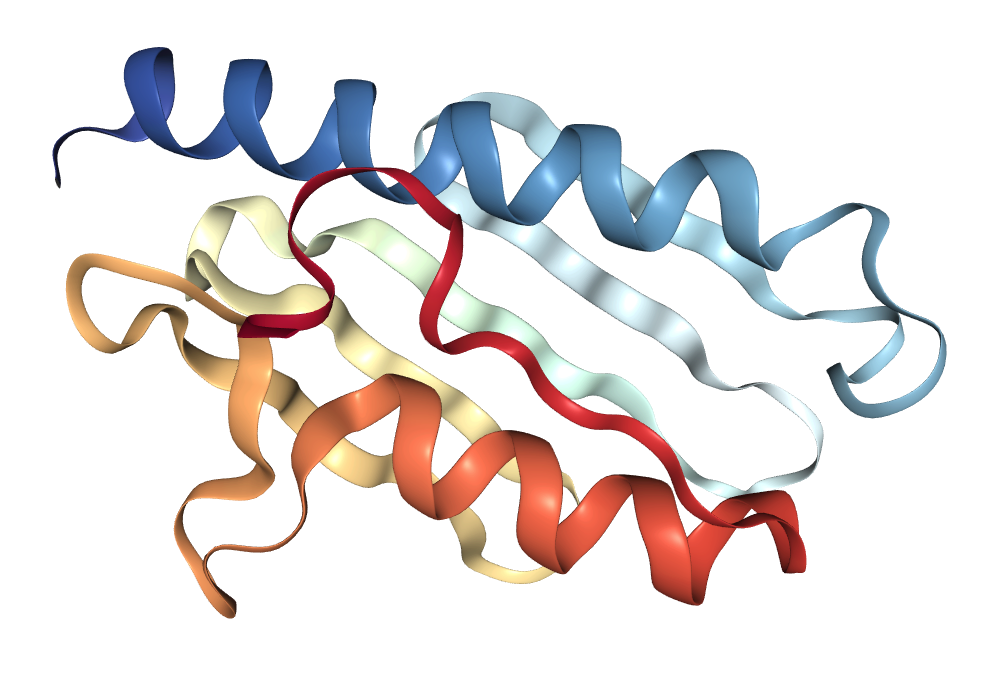
Frataxina humana

La frataxina es una proteína mitocondrial codificada en humanos por el gen FXN. En el cuerpo humano, se encuentra en altas concentraciones en las células del corazón, médula espinal, hígado, páncreas y músculos de movimiento voluntario. Se cree que su función principal es la de regular la homeostasis del hierro. Una alteración en la composición o concentración de esta proteína en el organismo se ha relacionado directamente con la aparición de ataxia de Friedreich.
Por otra parte, la proteína en cuestión no presenta una única forma, sino que ha evolucionado dando lugar a diferentes homólogos según la especie en la que se encuentre. El más conocido es la proteína humana HsFtx, aunque también existen otros como la Yfh1 (homólogo de la levadura) y la CyaY (homólogo de las bacterias).

## Descubrimiento y origen

Cromosoma 9.Localización del gen en 9q.21.11

El gen FXN que codifica para la frataxina fue descubierto en un proyecto de investigación dirigido a determinar el gen implicado en la ataxia de Friedreich. En él participaron investigadores procedentes de varios países como Estados Unidos, España, Francia e Italia.

La búsqueda del gen comenzó con su localización cromosómica en el genoma humano. Mediante marcadores genéticos se pudo cartografiar el gen en el brazo largo del cromosoma 9 humano.
Finalmente, se descubrió el gen relacionado con la enfermedad y codificante de la frataxina.

## Estructura
La estructura de la molécula es conocida gracias a la cristalización de los homólogos en la levadura, las bacterias y los humanos.

### Estructura primaria
La frataxina es una proteína formada por una secuencia de 210 aminoácidos, unidos entre ellos por enlaces peptídicos.

### Estructura secundaria
La estructura secundaria de la frataxina, es singular, pues presenta 2 hélices α en un primer plano y 5 láminas β antiparalelas en segundo plano.
Ambos son atravesados por una sexta hoja plegada β, lo cual da lugar a una estructura planar α-β en forma de «sándwich». Las hélices α discurren de forma paralela y sus cadenas centrales se encuentran separadas por una distancia media de 11 Å. 
Dentro de la estructura secundaria cobra especial importancia la hélice α 1, que presenta una serie de aminoácidos ácidos expuestos hacia el exterior (Glu71, Asp78, Asp79, Asp82, Asp86, Glu89, Glu90 y Glu93) que, por su proximidad y orientación, crean una zona ácida perfecta para la unión de iones cargados positivamente (cationes) como el Fe2+.

#### Ángulos diédricosen la frataxina (gráfico de Ramachandran)

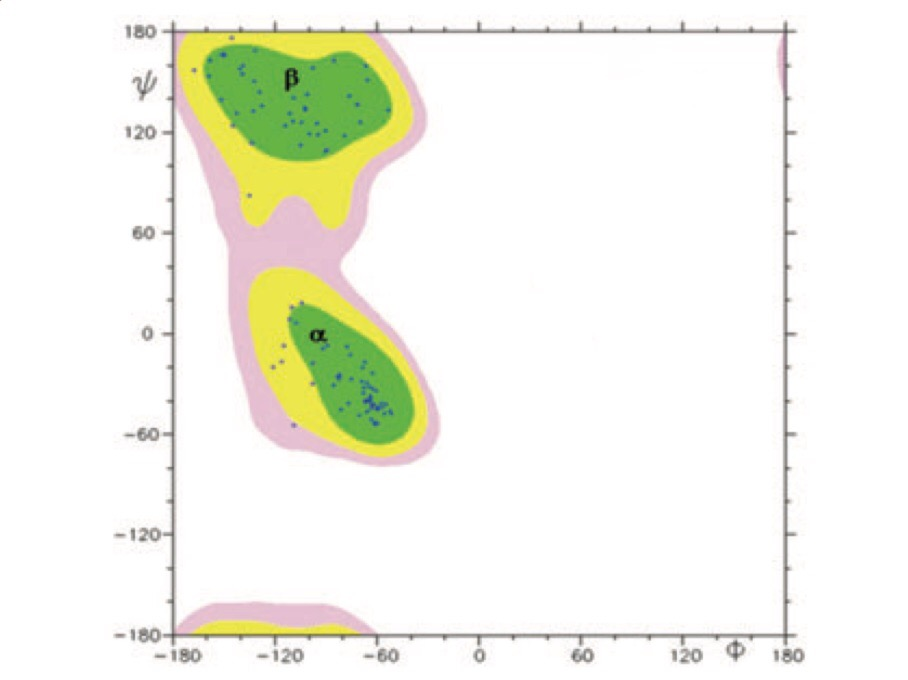
Gráfico de Ramachandran de la frataxina: En el eje de las abscisas está representado el ángulo phi (Φ) y en el de las ordenadas el psi (Ψ). Se observan los distintos ángulos diédricos dependiendo del tipo de esturctura secundaria adoptada (hélice α o lámina β). Las zonas verdes señalan las regiones de mayor probabilidad.

A pesar del carácter sumamente rígido que proporciona el enlace peptídico a la totalidad del cuerpo de la frataxina, la cadena central sigue manteniendo cierto grado de libertad gracias a los enlaces Cα-C’ y N-Cα que actúan como eje rotacional de la proteína. Es precisamente dicha cualidad, la que juega un papel fundamental en la conformación de su estructura secundaria. Se conoce como phi (Φ) el ángulo que forman los átomos C’-N-Ca-C’ mediante el enlace N-Ca.  Mientras que el ángulo psi (Ψ) es el que está  formado por los átomos N-Cα-C’-N. El valor de estos ángulos (ángulo  Ψ y Φ) será el que, en última instancia, acabará caracterizando la orientación de la cadena principal en el espacio y, determinando, si la estructura secundaria adoptada es la hélice α o la lámina β. 
Por lo tanto, teóricamente, habría un número muy elevado de posibles estructura secundaria, no obstante, la mayoría de ellas son inviables energéticamente. En el caso de la frataxina los ángulos phi (Φ) para las hélices α se encuentran comprendidos entre valores de -40 y -100 grados y los psi (Ψ) entre -60 y +20 grados. En las láminas β, phi (Φ) adopta valores que abarcan desde los -40 hasta los -140 grados, y los valores de psi (Ψ), son superiores a +120 grados localizados todos ellos en la franja superior a los 160 grados en el gráfico de Ramachandran. Es precisamente esta característica de las láminas β  (el ángulo psi), la principal diferencia que presenta con las hélices α en la estructura secundaria de la frataxina.  

### Modificaciones y procesamiento postraduccional
En cuanto a lo que a procesamiento postraduccional se refiere, el de la frataxina humana (HsFtx) sigue siendo objeto de debate, sin embargo, se conoce con gran detalle el de la frataxina que se encuentra en organismos como la levadura (Yfh1). Este se divide en dos etapas bien diferenciadas e independientes entre sí. En el primero una peptidasa mitocondrial elimina 20 aminoácidos del extremo N-terminal (Dominio I), lo cual da lugar a una especie intermedia altamente inestable (Yfh1) a la que otra peptidasa elimina 31 aminoácidos más, para acabar formando la Yfh1 madura que encontramos en la matriz mitocondrial. En el dominio I eliminado se encuentra la secuencia de reoconocimiento mitocondrial por lo que ésta necesita ser susitituida por otra con unas características similares, que no deriven en diferencias sustanciales de la función celular de la proteína. En cambio la eliminación del dominio II es definitiva, pues ésta cumple una función espaciadora destinada a evitar las interacciones ácido-base que llevarían a la desestabilización de la frataxina (Yfh1 madura). De no ser por el procesamiento comentado, dichas interacciones serían inevitables una vez la proteína hubiese adoptado su estructura terciaria, teniendo en cuenta que los 20 primeros aminoácidos de la proteína, integrantes de la secuencia de reconocimiento mitocondrial, presentan residuos básicos propios de este tipo de regiones y que en la región N-terminal encontramos, por el contrario, cadenas laterales ácidas.

### Estructura terciaria
La estructura terciaria de la frataxina se caracteriza por ser globular, en otras palabras, es una proteína que presenta una forma esférica con un núcleo hidrofóbico compacto. 
Esta disposición viene definida por los enlaces débiles entre radicales de los distintos aminoácidos que conforman la proteína y cuyo objetivo principal es estabilizar su plegamiento. En el caso de las dos hélices α (α1 y el α2) establecen interacciones entre sus cadenas laterales hidrofóbicas y aromáticas que, a su vez reaccionan de la misma forma con las láminas β. Dicha atracción se ve reforzada por los radicales del extremo C-terminal.
Además, la proteína está formada por un solo un dominio, el péptido de tránsito, que transporta la proteína desde lugar de síntesis hasta su destino final para posteriormente ser eliminada.

### Estructura cuaternaria
La proteína frataxina es un monómero, ya que está constituida por una sola subunidad.

## Comparación estructural de los homólogos de la frataxina
Concretamente, si se compara la estructura primaria de la Yfh1 con la HsFtx y la CyaY, se conservan respectivamente un 59.8 % y un 65.0 % de aminoácidos. Respecto a la estructura secundaria, encontramos una distribución prácticamente idéntica de las hélices alfa y las láminas beta. Además, puesto que los radicales de Asp y Glu localizados en la región N-terminal tienen una influencia directa en la atracción que ejerce la proteína sobre el hierro, estos son, comparativamente, los aminoácidos mejor conservados en los diferentes homólogos que presenta la frataxina.
Sin embargo, laYfh1, la HsFtx y la CyaY divergen en la composición y longitud de la región del C-terminal de la hélice alfa. La mayoría de homólogos presentan una cola corta compuesta como mínimo por dos cadenas laterales hidrofóbicas; mientras que en la frataxina humana, la región está formada por 17 cadenas laterales (cola más larga), de las cuales algunas son hidrofóbicas.

## Propiedades
La molécula presenta una alta capacidad para enlazarse con el hierro. Esta propiedad es esencial para la regulación homeostática del metal que desempeña la frataxina en nuestro organismo y que viene determinada por su estructura.  
En la región de N-terminal, se conservan las cadenas laterales con carácter ácido de ciertos Glu y Asp. Precisamente, los radicales de Glu-92, Glu-96, Glu-100, Glu-101, Glu-104, Glu-108, Glu-111, Asp-112, y Asp-115 en la hélice α1; así como los del Glu-121, Asp-122, y Asp-124 en la lámina β1. Estos grupos conservados se disponen en la misma dirección formando una superficie de 915 Å2 cargada negativamente, y, por lo tanto, una proteína con carga dipolar.
El mecanismo de conservación de determinadas cadenas laterales es muy similar a otras proteínas que interaccionan con el hierro. Por ejemplo: la ferritina.

### La unión al hierro
Debido a que el hierro se acumula en las mitocondrias de las células en las que la frataxina está ausente se cree que la frataxina forma parte de su homeostasis. 
Según lo evaluado por métodos de absorción atómica la frataxina, por ella misma, en los humanos es un monómero y tampoco hay hierro presente en las proteínas expresadas en bacterias. 
Para determinar si el hierro se uniría a la frataxina se experimentó empapando cristales en sulfato ferroso y cloruro férrico en condiciones similares a las necesarias para formar derivados de metales pesados. En ambos casos los datos de la difracción de los rayos X revelaron que a cada molécula de frataxina se le unía un átomo de hierro, coordinado a la His-177. El hierro desplaza una molécula de agua fija y forma un enlace de 2.08 Å unido al Nε de His-177.
La Hist-177 está presente en el bucle corto y conecta las cadenas β6 y β7. Su cadena lateral está expuesta a solventes a distancia del parche ácido y no interacciona con el resto de la molécula. La Hist-177 se encuentra en interfaz de embalaje del cristal y el enlace de hierro está vagamente asociado a los oxígenos de los carbonilos y a la cadena lateral de carboxilato de una molécula adyacente.

## Funciones
La frataxina es necesaria para la regulación eficiente de la homeostasis celular del hierro. 
La función específica de la frataxina no se conoce con seguridad, pero generalmente se cree que la proteína asiste en el control de la homeostasis celular del hierro por medio de la fijación de este a través de los ortólogos de la frataxina. Sin embargo, hasta la fecha no se ha podido demostrar una relación directa entre la concentración de hierro y las consecuencias de la disminución de la frataxina. La controversia que esto ha creado en el ámbito científico en torno a su desconocida función ha dado pie a 5 hipótesis sobre ella:
1. Actúa como chaperona del ion hierro durante la biogénesis del hemo celular (un complejo de coordinación que suele contener un ion metálico central) y de centros hierro-azufre (Fe-S). Esta hipótesis parece ser de las más concluyentes con los resultados obtenidos en estudios realizados y sugiere que el hierro importado en las mitocondrias no sería para su posterior almacenamiento sino para la síntesis de otras proteínas que lo contengan en su estructura, como es el caso de las proteínas hierro-azufre.[9]
2. Almacena hierro en condiciones de saturación de hierro en las mitocondrias.
3. Ayuda en la reparación de los centros hierro-azufre de la aconitasa ante estrés oxidativo.
4. Actúa como factor de regulación del estrés oxidativo celular moderando la concentración de especies de oxígeno reactivo (EOR o ROS, según sus siglas en español o inglés).
5. Participa activamente en vías que involucran conversión de energía y fosforilación oxidativa.

Estas funciones no son mutuamente excluyentes, pero resulta difícil imaginar una misma proteína con tantas funciones celulares.
Cabe decir que, a pesar de la incertidumbre alrededor de su función, se ha observado que una alteración en los niveles de frataxina conduce a una pérdida general del control que tiene la célula sobre la disponibilidad y reactividad del hierro. Esto indica una relación bastante obvia entre la proteína y los niveles de concentración celular de este ion.
Además, la frataxina, al realizar sus acciones en la mitocondria, interaccionando con otras proteínas, posiblemente participará en diferentes procesos mitocondriales según la proteína con la que interaccione.

## Implicaciones clínicas (ataxia de Friedreich)
La mutación en el gen FXN (codificador de la frataxina), como consecuencia de la repetición del triplete GAA (provoca un exceso de ácido glutámico) es la causa principal de la ataxia de Friedreich, una enfermedad neurodegenerativa, incurable, que afecta a las neuronas sensitivas del ganglio dorsal y del tracto espinal. 

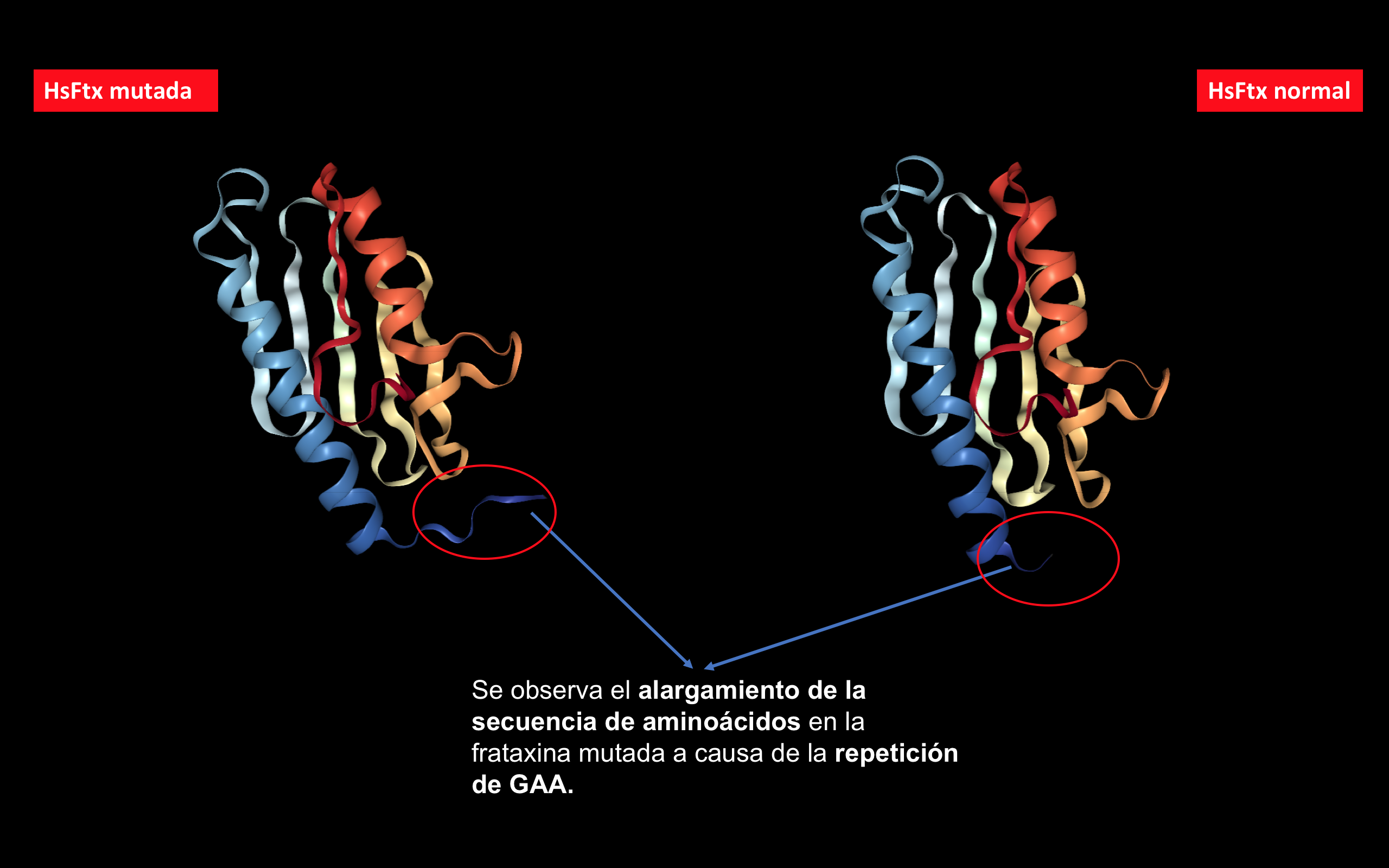
Comparación frataxina mutada vs normal: En la imagen se observa la frataxina mutada a la derecha y la normal a la izquierda.

Las repeticiones mencionadas causan una reducción considerable en la producción de frataxina además de diversas  consecuencias a nivel celular. Los reducidos niveles de la proteína son los responsables de los problemas de coordinación, debilidad muscular, sensibilidad anormal de las extremidades, alteraciones en la estructura de determinadas regiones del cerebro como el cerebelo e incluso de la disminución de la esperanza de vida asociados a la enfermedad.
Niveles bajos de frataxina conducen a una acumulación férrica anormal dentro de las mitocondrias y reducen la actividad de las proteínas que contienen grupos de hierro y sulfuro. Además, una insuficiencia de frataxina en las células las hacen especialmente sensibles a moléculas que puedan producir daños, especialmente aquellas relacionadas con el estrés oxidativo celular (EOR). 
Aunque no sea el caso de la ataxia de Friedreich, sino el caso contrario, recientemente se ha demostrado que una sobreproducción de la proteína frataxina no es beneficiosa como se solía creer. El exceso de frataxina puede causar un aumento del estrés oxidativo en el metabolismo celular y afectar a los niveles normales de hierro en la célula, causando toxicidad y por lo tanto siendo evidentemente contraproducente. Se extrae, pues, que los niveles de frataxina deben estar rigurosamente regulados.
Actualmente se están realizando avances científicos encaminados a normalizar la producción de frataxina en pacientes afectos de ataxia de Friedreich. Los investigadores diseñaron PNAs (ácido peptídico) y LNAs (ácido nucleico bloqueado) capaces de reconocer las repeticiones de GAA en el gen de la frataxina pudiendo inducir alteraciones en las estructuras de ADNs asociadas. El objetivo es modificarlas de tal forma que se evite la repetición del trinucleótido GAA que acaba por provocar el bloqueo de la producción de frataxina.